# Arcidiocesi di Rouen

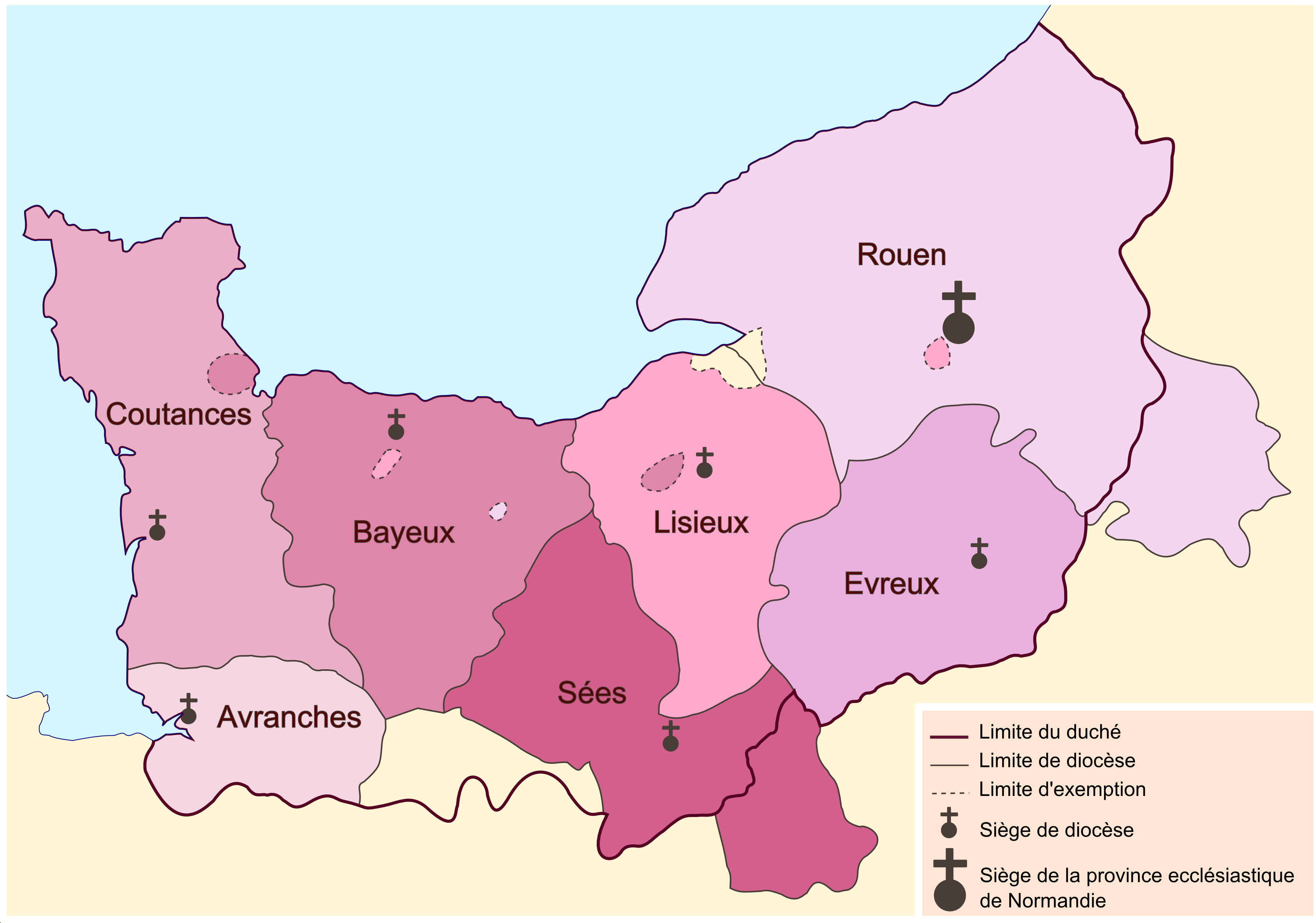
Mappa delle diocesi storiche della Normandia prima della rivoluzione francese.

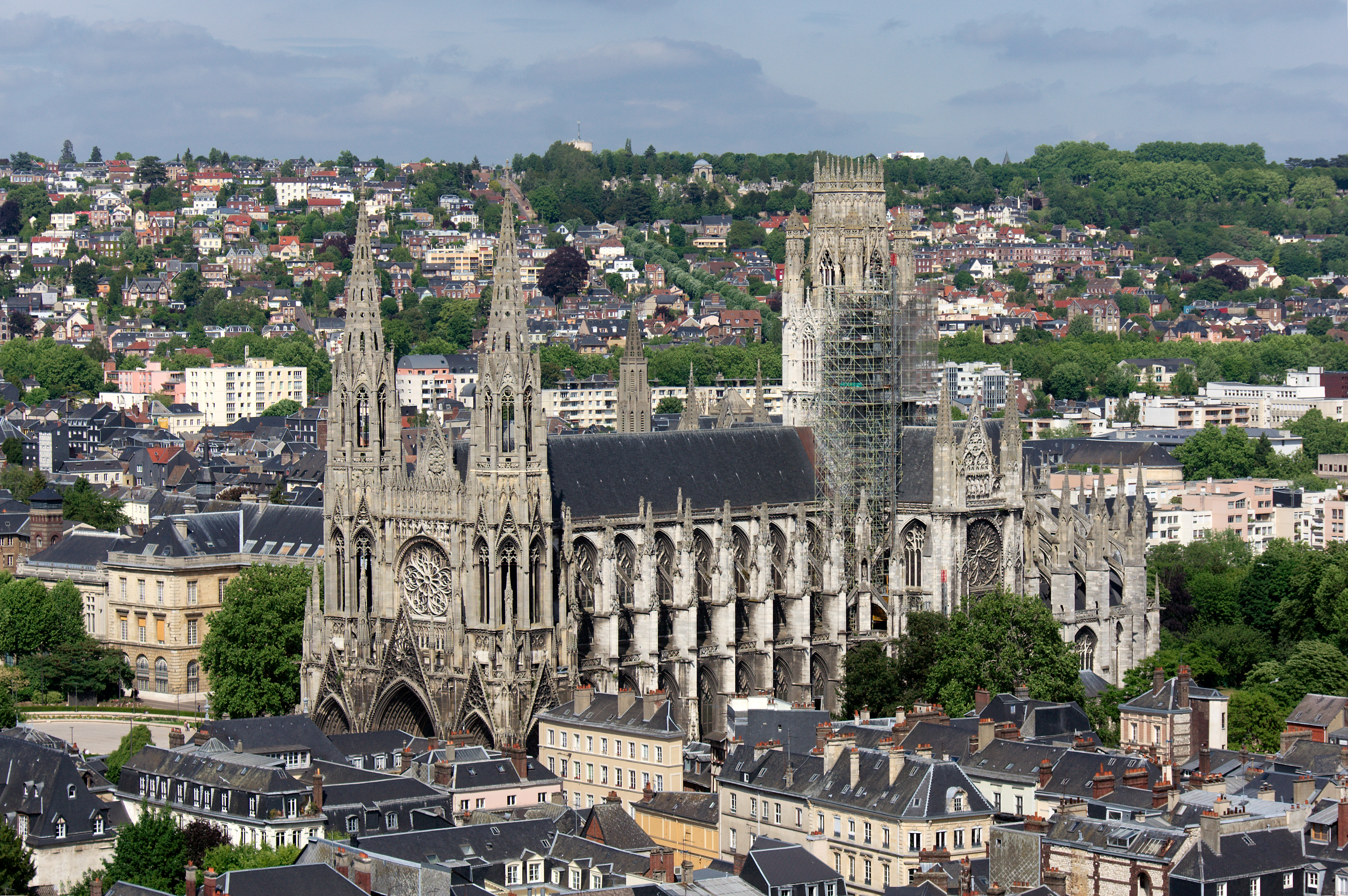
La chiesa abbaziale di Sant'Audoeno (Saint-Ouen). Pur gravemente danneggiata nel 1562 all'epoca delle guerre di religione, rimane uno dei pochi esempi di chiese francesi completamente risalenti al XIV secolo.

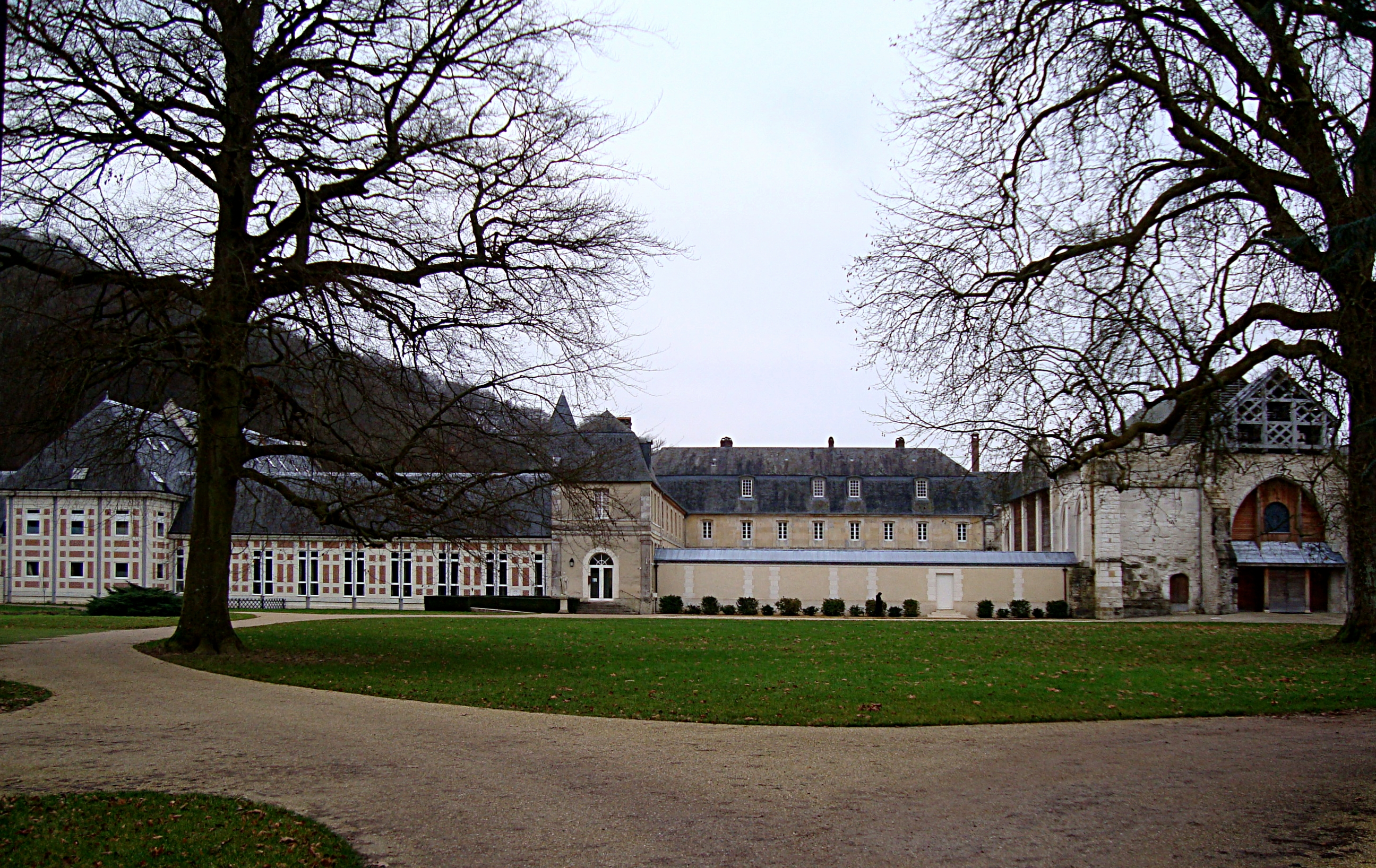
L'abbazia Notre-Dame-du-Pré di Valmont, fondata da Nicolas d'Estouteville nel 1169.

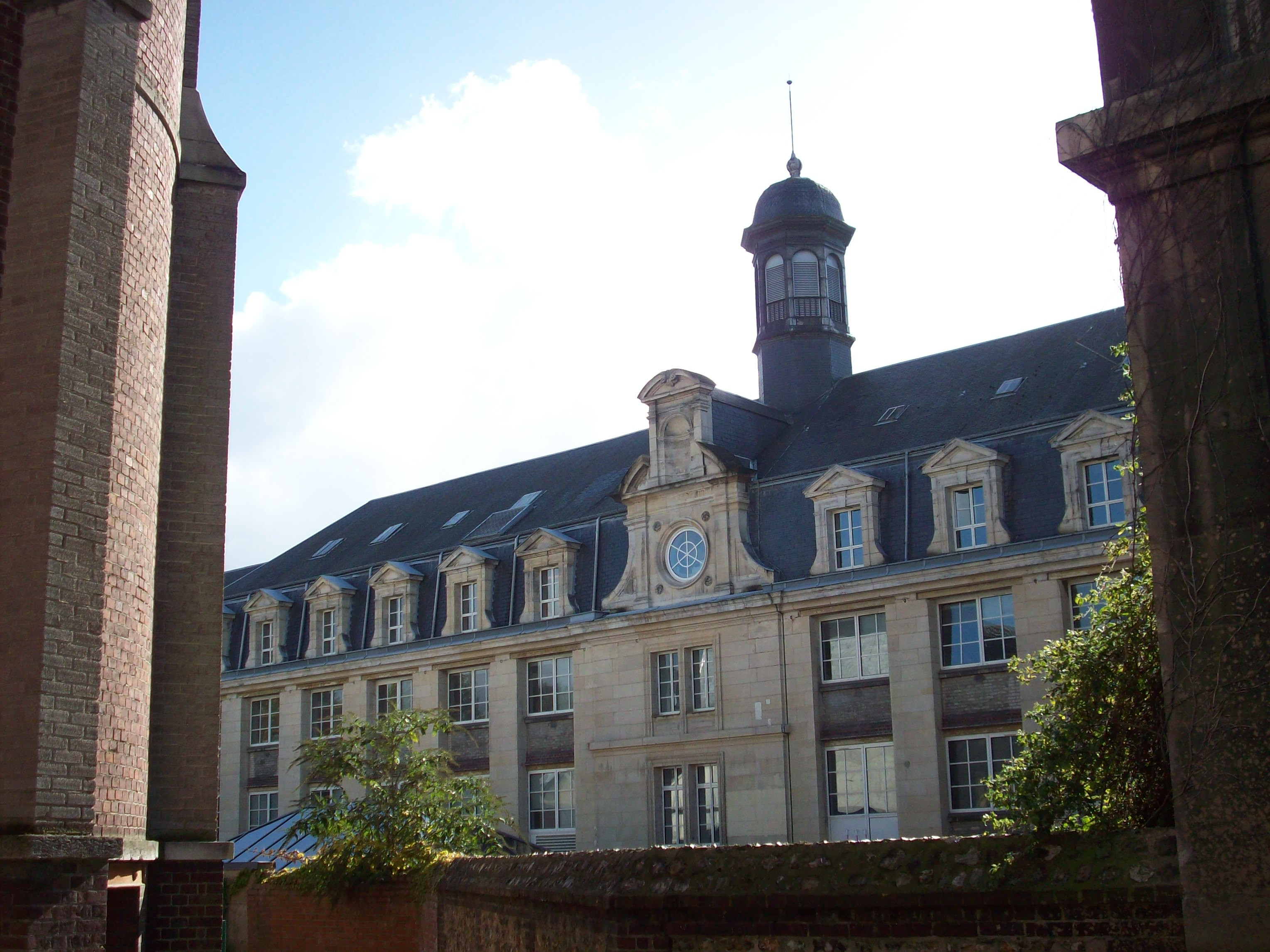
Seminario Saint-Nicaise, istituito nel 1707 dall'arcivescovo Jacques-Nicolas Colbert. Oggi è sede del collegio Fontenelle.

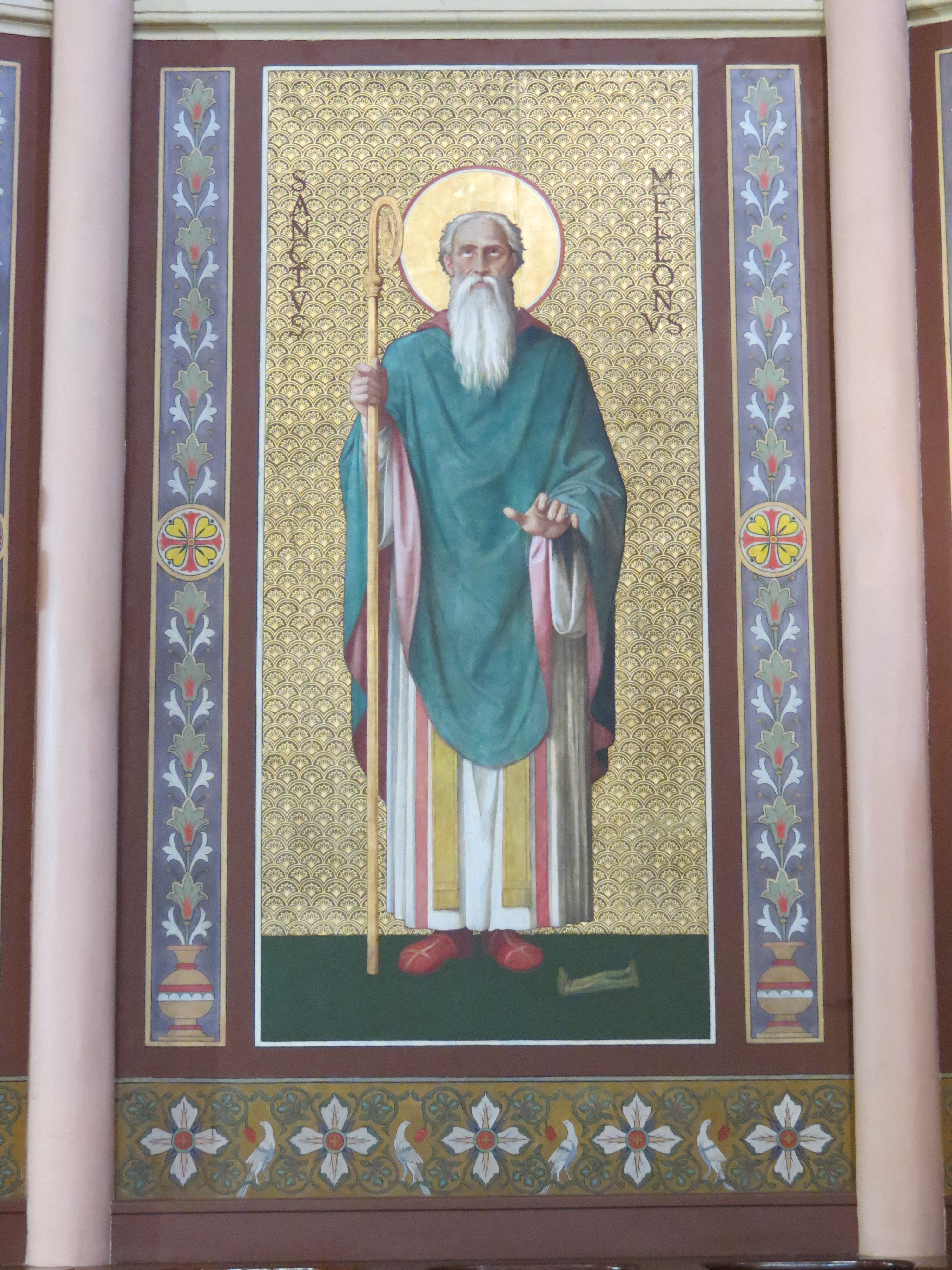
San Mellone, vescovo di Rouen, nella chiesa Saint-Gervais di Rouen.

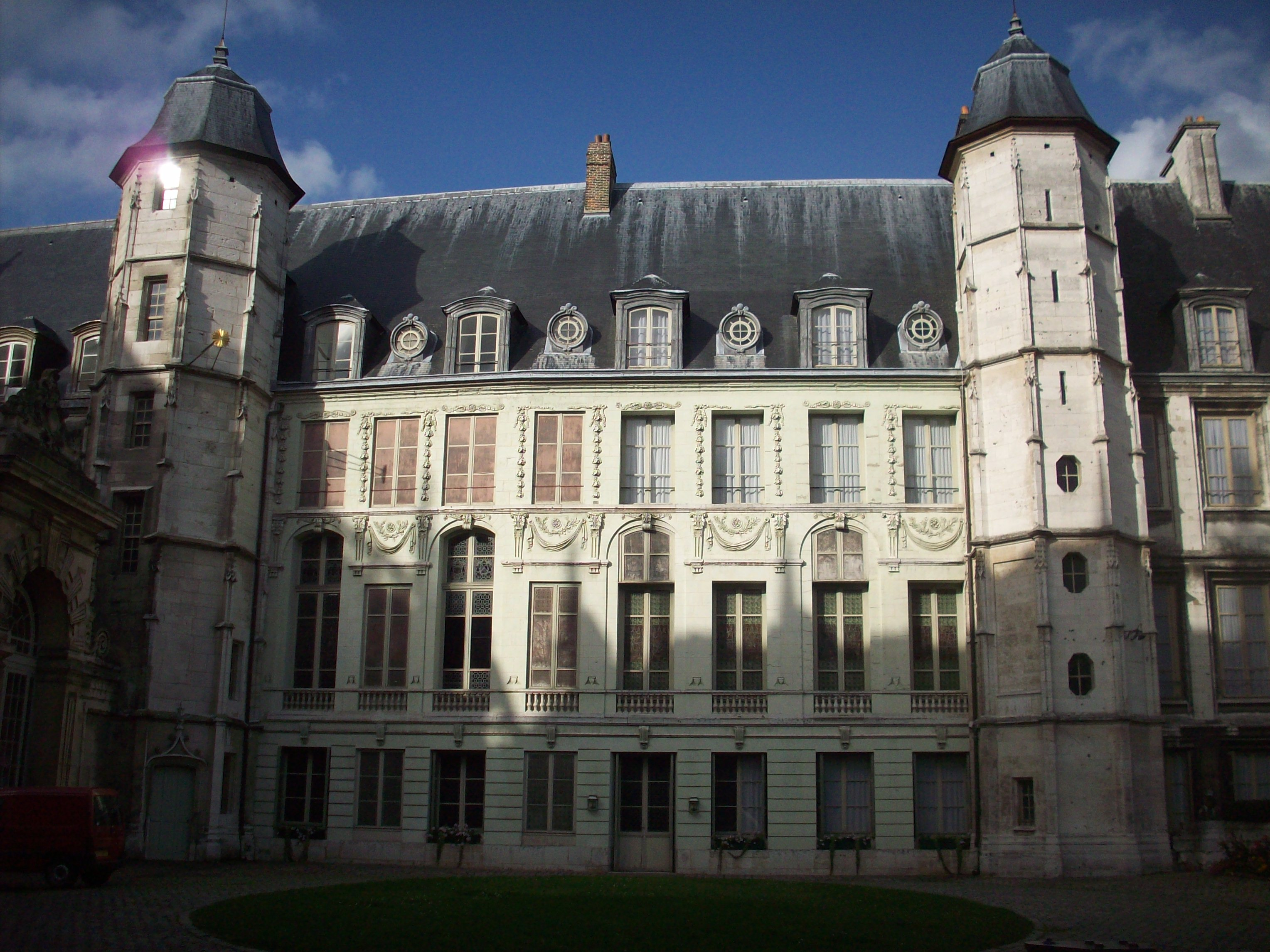
Palazzo arciepiscopale di Rouen, l'unico palazzo episcopale di Francia rimasto di proprietà ecclesiastica dopo l'Ancien régime fino ad oggi.

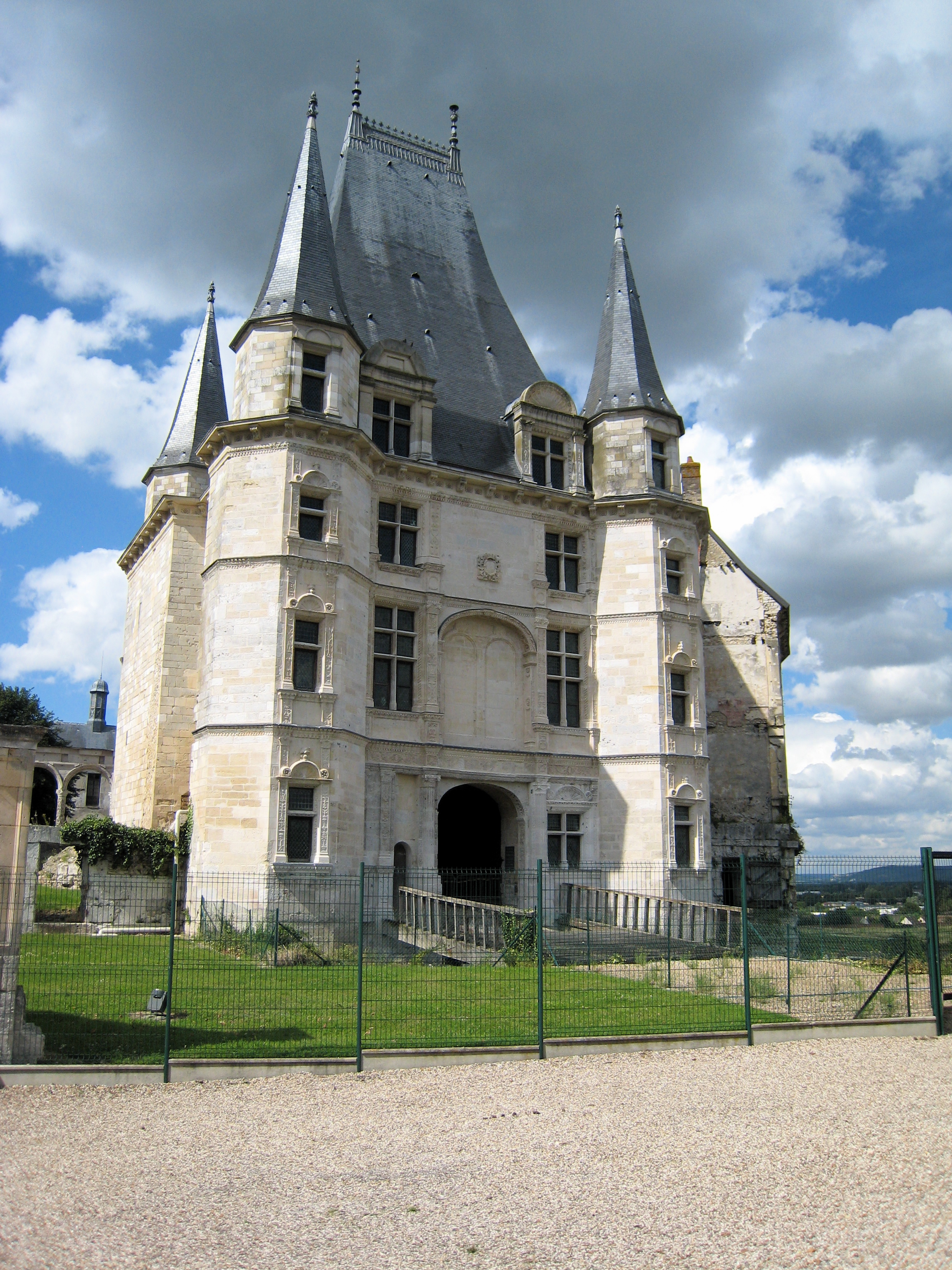
Il castello di Gaillon, che fu residenza estiva degli arcivescovi di Rouen fino alla rivoluzione.

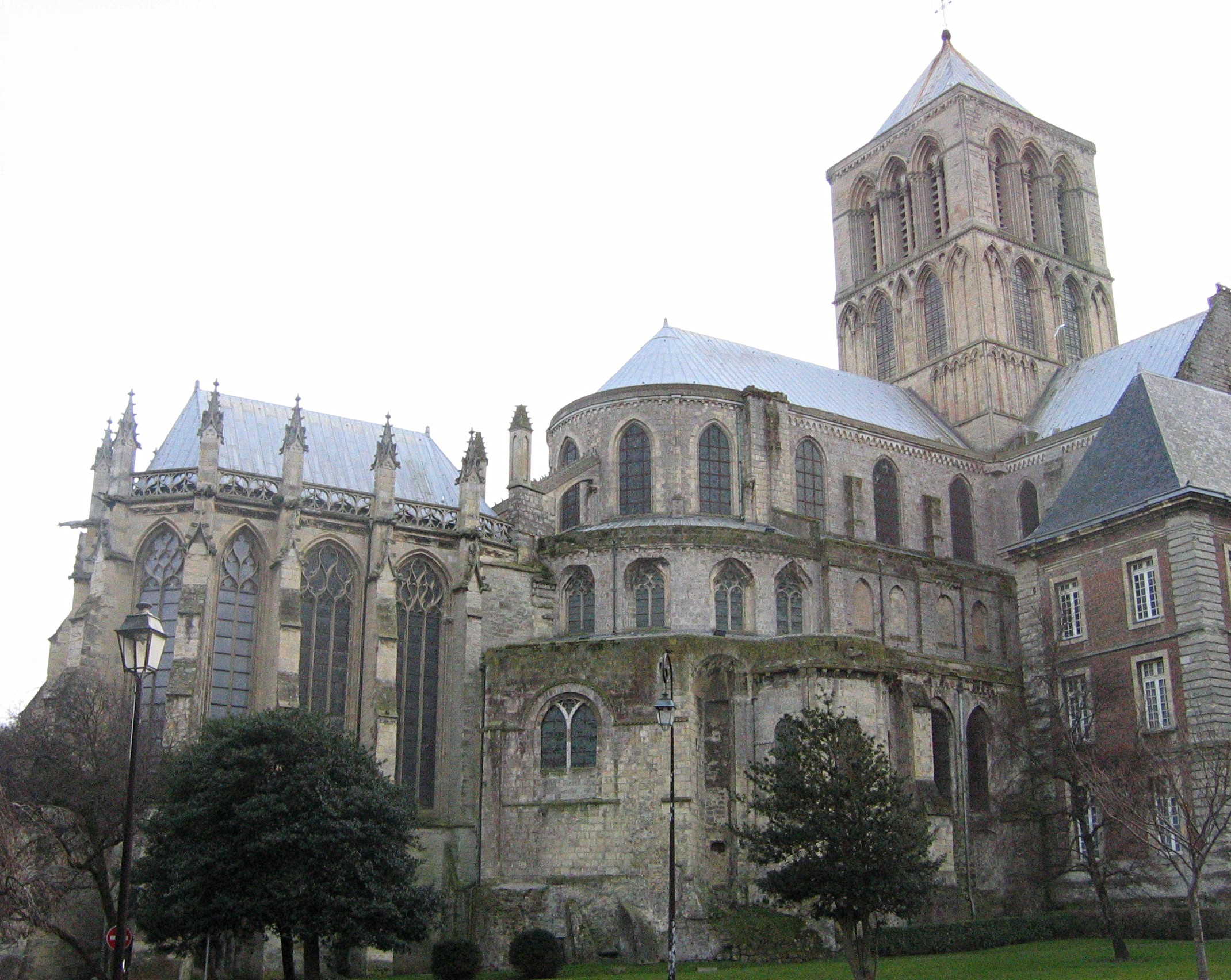
Abbazia della Trinità a Fécamp.

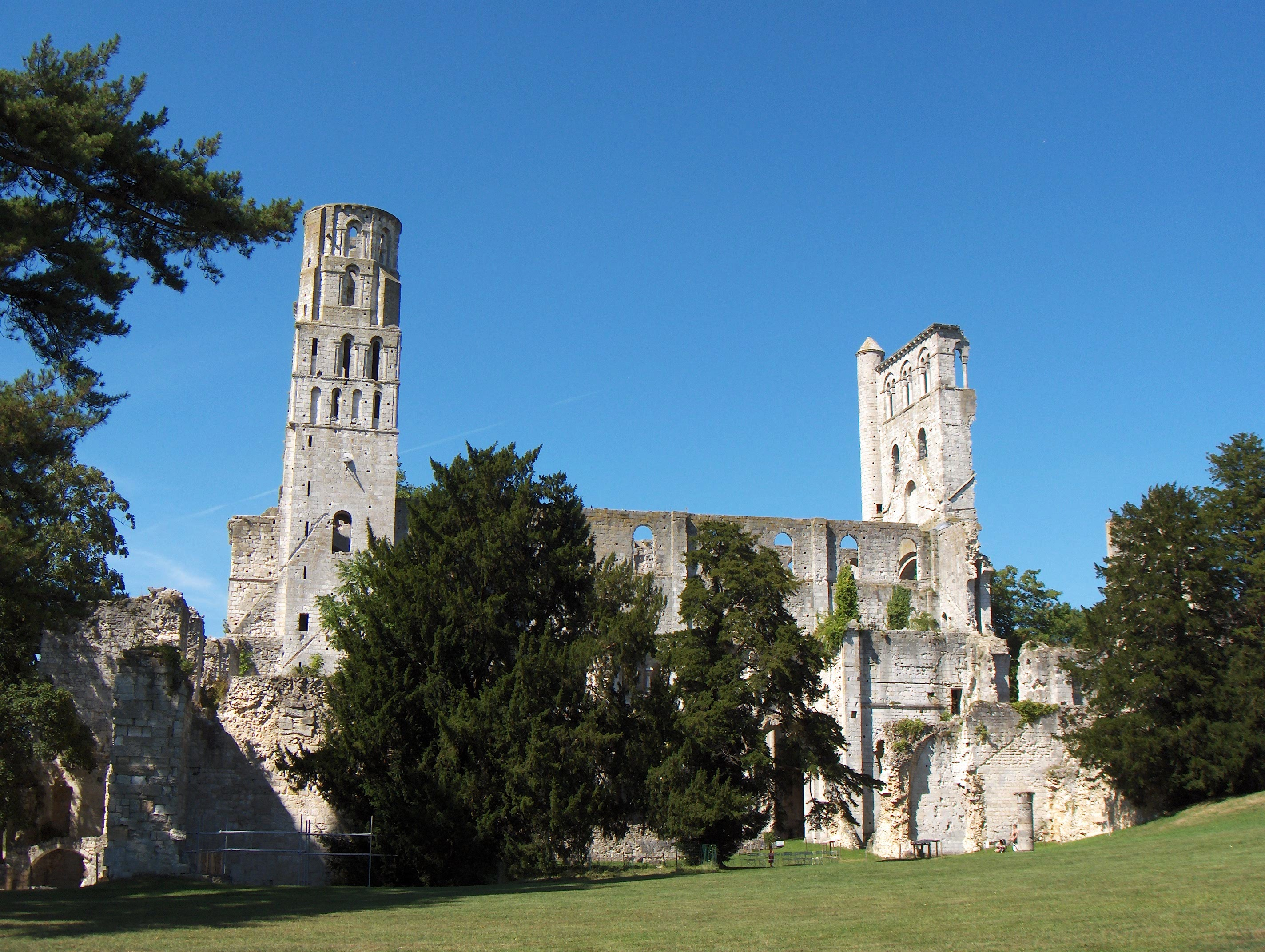
Resti della chiesa abbaziale Saint-Pierre di Jumièges.

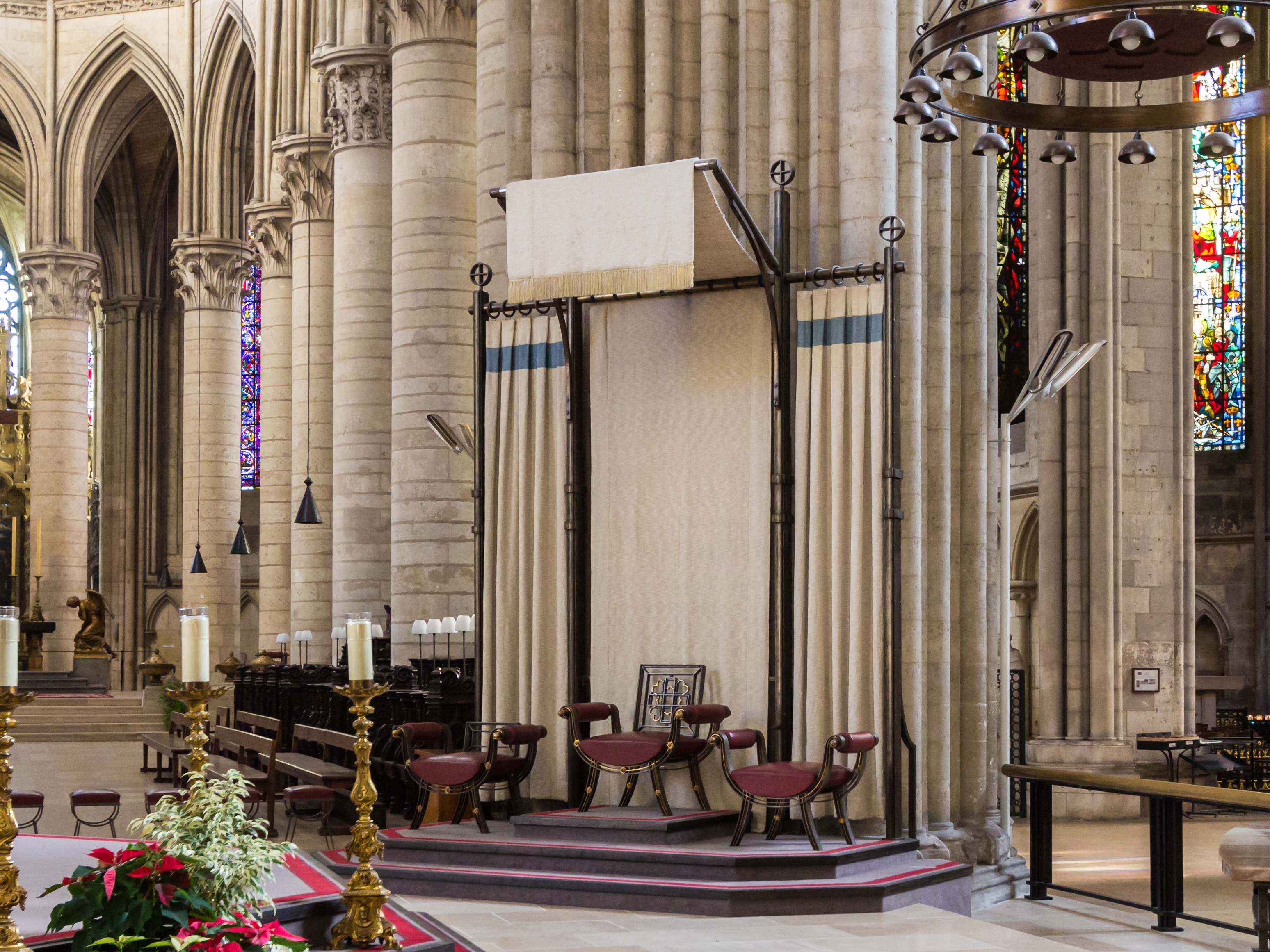
La cattedra episcopale, nella cattedrale di Notre-Dame

L'arcidiocesi di Rouen (in latino Archidioecesis Rothomagensis) è una sede metropolitana della Chiesa cattolica in Francia. Nel 2022 contava 655.000 battezzati su 872.000 abitanti. È retta dall'arcivescovo Dominique Lebrun.

## Territorio
L'arcidiocesi comprende l'arrondissement di Rouen e l'arrondissement di Dieppe, e 20 comuni di quello di Le Havre, appartenenti al dipartimento francese della Senna Marittima e alla regione della Normandia.
Sede arcivescovile è la città di Rouen, dove si trova la cattedrale di Notre-Dame.
Il territorio si estende su 4.228 km² ed è suddiviso in 52 parrocchie, raggruppate in 6 decanati: Rouen nord, Rouen sud, Rouen ovest, Dieppe, Pays de Caux, Pays de Bray.

### Provincia ecclesiastica
La provincia ecclesiastica di Rouen comprende le seguenti suffraganee:
- Diocesi di Bayeux-Lisieux
- Diocesi di Coutances
- Diocesi di Évreux
- Diocesi di Le Havre
- Diocesi di Séez

## Storia
La diocesi di Rouen fu eretta nel III secolo. Gli antichi cataloghi episcopali risalenti al IX e al X secolo e il Liber Eburneus custodito nella cattedrale di Rouen indicano come primo vescovo san Mellone, mentre il Liber Niger del 1079 e tutti i cataloghi successivi al X secolo danno come primo vescovo san Nicasio, che sarebbe vissuto prima di Mellone.
Primi vescovi storicamente documentati furono: sant'Aviziano, che prese parte al concilio di Arles del 314; Eusebio, il cui nome appare tra quelli che nel 346 aderirono alla sentenza del concilio di Sardica a favore di sant'Atanasio; tra IV e V secolo san Victricio, amico di san Paolino di Nola e di san Martino di Tours, che si recò in Inghilterra per portarvi la fede cattolica e scrisse il trattato De laude sanctorum in favore del culto delle reliquie.
Rotomagus era la capitale della provincia romana della Gallia Lugdunense seconda, come testimoniato dalla Notitia Galliarum dell'inizio del V secolo. Con l'affermarsi dell'organizzazione ecclesiastica, Rotomagus divenne, oltre che centro amministrativo della regione, sede metropolitana della provincia ecclesiastica, modellata su quella civile, che comprendeva le diocesi suffraganee di Avranches, Bayeux, Coutances, Évreux, Lisieux e Séez.
Nella seconda metà del VI secolo fu arcivescovo san Pretestato, che fu esiliato da re Chilperico nel 577; riebbe la cattedra arcivescovile nel 584, ma nel 586 fu pugnalato ai piedi dell'altare su ordine della regina Fredegonda.
A san Romano, arcivescovo della prima metà del VII secolo, molto venerato e patrono della città di Rouen, è legata la leggenda del Grand'Goule, drago mostruoso che san Romano avrebbe sconfitto presso Rouen. Nel Medioevo da questa leggenda scaturì il privilegio arcivescovile di poter liberare un prigioniero nel giorno della processione delle reliquie di san Romano.
Alcune tracce di paganesimo erano ancora presenti durante l'episcopato di sant'Audoeno (Saint-Ouen) nella seconda metà del VII secolo. Lo stesso arcivescovo fu fondatore delle abbazie di Fontenelle, di Jumièges e di Fécamp. Fu un abile diplomatico nel dirimere le controversie tra Austrasia e Neustria e nel Medioevo ebbero fama i miracoli attribuiti alla sua intercessione.
Il primo di cui si ha notizia della ricezione del pallio fu l'arcivescovo Grimone, che lo ricevette nel 744 da papa Zaccaria su richiesta di san Bonifacio.
San Remigio, figlio di Carlo Martello, ebbe la cattedra di Rouen dopo la metà dell'VIII secolo e fu in Francia tra i primi a propugnare l'adozione del rito romano al posto del rito gallicano.
Nell'XI secolo fu arcivescovo san Maurilio, che combatté l'eresia di Berengario di Tours. È in questo secolo che sorse a Rouen una compagnia di uomini che onoravano l'Immacolata Concezione.
Nel maggio del 1131 papa Innocenzo II visitò Rouen. Resterà l'unico papa a visitare la Normandia per otto secoli e mezzo, fino al pellegrinaggio di papa Giovanni Paolo II a Lisieux, il 2 giugno 1980.
Attorno al 1030, durante l'episcopato di Roberto II, iniziò il rifacimento dell'antica cattedrale in forme romaniche, ricostruita in stile gotico a partire dal XII secolo.
Nel XIII secolo l'arcidiocesi fu retta da Oddone di Rigaud, abile statista, che accompagnò san Luigi IX alla Crociata in Tunisia. Fu lo stesso Oddone di Rigaud a visitare più volte tutta la sua provincia ecclesiastica, raccogliendone le notizie in uno dei primi resoconti di una visita pastorale, il Regestum Visitationum Archiepiscopi Rothomagensis.
Tra il 1330 e il 1338 sedette sulla cattedra di Rouen Pierre Roger, il futuro papa Clemente VI. Da circa un secolo Rouen era una sede cardinalizia e continuerà ad esserlo, pur con alcune interruzioni, fino al XX secolo.
Papa Gregorio XI nel 1371 esentò il capitolo della cattedrale dalla giurisdizione temporale e spirituale dell'arcivescovo.
Nel 1486 la società dell'Immacolata Concezione divenne un circolo letterario. Ogni anno veniva premiata una poesia composta in onore dell'Immacolata Concezione. Ogni stanza delle poesie doveva incominciare e terminare con lo stesso verso (palinodia).
Durante le guerre di religione gli ugonotti conquistarono Rouen il 16 aprile 1562 e devastarono la chiesa di sant'Audoeno, facendo al suo interno un falò degli arredi e dando alle fiamme il corpo del santo e altre reliquie in possesso della basilica. La città fu riconquistata dai cattolici il 26 ottobre dello stesso anno.
Nel 1729 fu adottato il breviario di Urbain Robinet, che operò una revisione liturgica in senso gallicano. Fino alla rivoluzione vi era l'uso di cantare tutto l'Ufficio a memoria ed era proibito portare i libri in coro.
Fino alla fine del Settecento, l'arcidiocesi comprendeva 1.388 parrocchie, raggruppate in 6 arcidiaconati (Rouen, Grand-Caux, Petit-Caux, Eu, Vexin normanno, Vexin francese) e 28 decanati. Nel territorio inoltre esisteva un alto numero di abbazie (22 maschili e 13 femminili),a cui si devono aggiungere 17 priorati (12 di uomini e 5 di donne) e 13 collegiate.
Dopo l'insorgere della rivoluzione il cardinale Dominique de La Rochefoucauld, arcivescovo di Rouen, fu costretto all'esilio il 10 agosto 1792; morì a Münster, in Vestfalia, nel 1800.
In seguito al concordato con la bolla Qui Christi Domini di papa Pio VII del 29 novembre 1801 cedette porzioni del suo territorio alle diocesi di Versailles, di Évreux e di Beauvais.
Con l'episcopato del cardinale Bonnechose (1858 - 1883) si tornò al rito romano.
Il 6 luglio 1974 ha ceduto un'altra porzione di territorio a vantaggio dell'erezione della diocesi di Le Havre.
Gli arcivescovi di Rouen portano il titolo di primati di Normandia. Questo titolo ha origini molto antiche. I pontefici, su istanza dell'arcivescovo di Lione, dapprima rigettarono le pretese degli arcivescovi di Rouen con due bolle di papa Gregorio VII nel 1070 e un'altra di papa Celestino II nel 1144. Successivamente però papa Callisto III riconobbe il rango primaziale di Rouen con due bolle del 1457 e del 1458.

## Cronotassi dei vescovi
Si omettono i periodi di sede vacante non superiori ai 2 anni o non storicamente accertati.
L'arcidiocesi di Rouen conserva un alto numero di antichi cataloghi episcopali anteriori al XIII secolo, che si possono distinguere in due categorie: quelli che riportano la sola lista episcopale e che non sono posteriori al X secolo; e quelli che riportano la lista episcopale di Rouen assieme a quelle delle sue diocesi suffraganee, che arrivano fino al XII secolo.
- San Nicasio (morto intorno al 260) ? †
- San Mellone †
- Sant'Aviziano † (menzionato nel 314)
- San Severo (325 - 341) †
- Eusebio † (menzionato nel 346)
- Marcellino †
- Pietro †
- San Victricio † (prima del 390 circa - dopo il 404)
- Innocenzo †
- Sant'Evodio †[6]
- Silvestro †
- Malsone †
- San Germano † (menzionato nel 461)
- Crescenzio †
- San Godardo (Gildaredus) † (menzionato nel 511)
- San Flavio † (prima del 538 - dopo il 541)
- San Pretestato † (prima del 567 - 24 febbraio o 14 aprile 586 deceduto)
- Melanzio † (circa 586 - dopo il 601)
- Idulfo † (menzionato nel 614)
- San Romano †[7]
- Sant'Audoeno † (13 maggio 641 consacrato - 24 agosto 684 deceduto)
- Sant'Ansberto † (684 - 9 febbraio 692 o 693 deceduto)
- Griffone † (menzionato nel 696/697)
- Rolando (o Radilando o Railando) †
- Sant'Ugo I † (prima del 723 - 8 aprile 730 deceduto)
- Ratberto †
- Grimone † (menzionato nel 744)
- Ragenfredo † (menzionato nel 748)[8]
- San Remigio † (prima del 760 - dopo il 762)[9]
- Mainardo † (prima del 794 - dopo l'802)
- Williberto o Gilberto † (menzionato nell'825)
- Ragnoardo † (prima della fine dell'828 - dopo l'835)
- Gombaldo, O.S.B. † (prima dell'842 - 5 gennaio 849 deceduto)
- Paolo † (gennaio 849 - dopo l'856)
- Wenilone † (prima di novembre 858 - dopo novembre 869)
- Adalardo † (prima di agosto 871 - dopo marzo 872)
- Riculfo †[10]
- Giovanni † (prima di maggio 876 - dopo l'estate 888)
- Leone di Bayonne † (889)
- Guittone † (prima di settembre 892 - dopo il 909)
- Francone † (prima del 912 - 919 deceduto)
- Gontardo † (919 - 942 deceduto)
- Ugo II, O.S.B. † (prima di dicembre 942 - 10 novembre 989 deceduto)
- Roberto II † (prima di giugno 990 - prima del 10 aprile 1037 deceduto)
- Mauger † (1037 - 1055 deposto)
- San Maurilio, O.S.B. † (1055 - 9 agosto 1067 deceduto)
- Jean di Avranches (o di Bayeux) † (agosto 1069 - 9 settembre 1079 deceduto)
- Guillaume Bonne-Âme † (1079 - 9 febbraio 1110 deceduto)
- Geoffrey le Breton † (1111 - 28 novembre 1128 deceduto)
- Ugo di Boves, O.S.B. † (prima di febbraio 1130 - 11 novembre 1164 deceduto)
- Rotrou di Warwick (o di Beaumont-le-Roger) † (1165 - 26 novembre 1183 deceduto)
- Gautier di Coutances † (17 dicembre 1184 - 16 novembre 1207 deceduto)
- Robert Poulain † (23 agosto 1208 - 4 maggio 1221[11] deceduto)
- Thibaud d'Amiens † (4 settembre 1222 - 25 settembre 1229 deceduto)
- Maurice † (20 luglio 1231 - 10 gennaio 1235 deceduto)
- Pietro da Collemezzo † (4 aprile 1236 - 28 maggio 1244 nominato vescovo di Albano)
- Eudes Clement † (30 marzo 1245 - 5 maggio 1247 deceduto)
- Eudes Rigaud, O.F.M. † (marzo 1248 consacrato[12] - 2 luglio 1275 deceduto)
  - Sede vacante (1275-1278)
- Guillaume de Flavacourt † (7 maggio 1278[13] - 6 aprile 1306 deceduto)
- Bernard de Farges † (4 giugno 1306 - 5 maggio 1311 nominato arcivescovo di Narbona)
- Gilles Aycelin I de Montaigut † (5 maggio 1311 - 24 giugno 1318 deceduto)
- Guillaume de Durfort, O.S.B. † (26 gennaio 1319[14] - 24 novembre 1330 deceduto)
- Pierre Roger de Beaufort-Turenne, O.S.B. † (14 dicembre 1330 - 18 dicembre 1338 dimesso, poi eletto papa con il nome di Clemente VI)
- Aimery Guenaud † (15 febbraio 1339 - 17 gennaio 1343 deceduto)
- Nicolas Roger, O.S.B. † (31 gennaio 1343 - 3 aprile 1347 deceduto)
- Jean de Marigny † (14 maggio 1347 - 27 dicembre 1351 deceduto)
- Pierre de la Foret † (8 febbraio 1352 - 23 dicembre 1356 dimesso)
- Guillaume de Flavacourt † (18 gennaio 1357 - 1º maggio 1359 deceduto)
- Philippe d'Alençon † (3 luglio 1359 - 27 agosto 1375 nominato patriarca di Gerusalemme)
- Pierre de la Montre, O.S.B.Clun. † (27 agosto 1375 - 20 dicembre 1375 dimesso)
- Guillaume de Lestrange † (22 dicembre 1375 - marzo 1389 deceduto)
- Guillaume de Vienne, O.S.B. † (29 marzo 1389 - 18 febbraio 1407 deceduto)
  - Jean d'Armagnac † (26 febbraio 1407 - 22 settembre 1408 dimesso) (vescovo eletto)
- Louis d'Harcourt † (29 luglio 1409 - 19 novembre 1422 deceduto)
- Jean de la Rochetaillée † (26 luglio 1423 - 24 maggio 1426 nominato amministratore apostolico)
  - Jean de la Rochetaillée † (24 maggio 1426 - 26 gennaio 1431) (amministratore apostolico)
- Hugues des Orges † (26 gennaio 1431 - 19 agosto 1436 deceduto)
- Luigi di Lussemburgo † (24 ottobre 1436 - 18 settembre 1443 deceduto)
- Raoul Roussel † (31 gennaio 1444 - 31 dicembre 1452 deceduto)
- Guillaume d'Estouteville, O.S.B.Clun. † (20 aprile 1453 - 22 gennaio 1483 deceduto)
- Robert de Croixmare † (14 marzo 1483 - 18 luglio 1493 deceduto)
- Georges I d'Amboise † (21 aprile 1494 - 25 maggio 1510 deceduto)
- Georges II d'Amboise † (8 agosto 1511 - 25 agosto 1550 deceduto)
- Carlo di Borbone-Vendôme † (3 ottobre 1550 - 9 maggio 1590 deceduto)
- Carlo II di Borbone-Vendôme † (9 maggio 1590 succeduto - 30 luglio 1594 deceduto)
  - Sede vacante (1594-1597)
- Carlo III di Borbone † (26 marzo 1597 - 1º dicembre 1604 dimesso)
- François de Joyeuse † (1º dicembre 1604 - 23 agosto 1615 deceduto)
- François de Harlay de Champvallon † (23 agosto 1615 succeduto - maggio 1651 dimesso)
- François de Harlay de Champvallon † (28 ottobre 1651 - 23 febbraio 1671 nominato arcivescovo di Parigi)
- François de Rouxel de Médavy † (24 agosto 1671 - 29 gennaio 1691 deceduto)
- Jacques-Nicolas de Colbert † (29 gennaio 1691 succeduto - 10 dicembre 1707 deceduto)
- Claude-Maur d'Aubigné † (27 febbraio 1708 - 22 aprile 1719 deceduto)
- Armand Bazin de Besons † (18 settembre 1719 - 8 ottobre 1721 deceduto)
  - Sede vacante (1721-1723)
- Louis de La Vergne-Montenard de Tressan † (17 ottobre 1723 - 18 aprile 1733 deceduto)
- Nicolas-Charles de Saulx-Tavannes † (18 dicembre 1733 - 10 marzo 1759 deceduto)
- Dominique de La Rochefoucauld † (2 giugno 1759 - 22 settembre 1800 deceduto)
  - Sede vacante (1800-1802)
- Étienne Hubert de Cambacérès † (10 aprile 1802 - 25 ottobre 1818 deceduto)
- François de Pierre de Bernis † (27 settembre 1819 - 4 febbraio 1823 deceduto)
- Gustave-Maximilien-Juste de Croÿ-Solre † (17 novembre 1823 - 1º gennaio 1844 deceduto)
- Louis-Marie-Edmont Blanquart de Bailleul † (17 giugno 1844 - 12 marzo 1858 dimesso)
- Henri-Marie-Gaston Boisnormand de Bonnechose † (18 marzo 1858 - 28 ottobre 1883 deceduto)
- Léon-Benoit-Charles Thomas † (24 marzo 1884 - 9 marzo 1894 deceduto)
- Guillaume-Marie-Romain Sourrieu † (21 maggio 1894 - 16 giugno 1899 deceduto)
- Edmond-Frédéric Fuzet † (14 dicembre 1899 - 20 dicembre 1915 deceduto)
- Louis-Ernest Dubois † (13 marzo 1916 - 13 settembre 1920 nominato arcivescovo di Parigi)
- Pierre Florent André du Bois de La Villerabel † (16 dicembre 1920 - 6 luglio 1936 dimesso[15])
- Pierre-André-Charles Petit de Julleville † (7 agosto 1936 - 10 dicembre 1947 deceduto)
- Joseph-Marie-Eugène Martin † (11 ottobre 1948 - 6 maggio 1968 ritirato)
- André Pailler † (6 maggio 1968 succeduto - 6 maggio 1981 dimesso)
- Joseph Marie Louis Duval † (6 maggio 1981 succeduto - 16 ottobre 2003 ritirato)
- Jean-Charles Marie Descubes (25 marzo 2004 - 10 luglio 2015 ritirato)
- Dominique Lebrun, dal 10 luglio 2015

## Statistiche
L'arcidiocesi nel 2022 su una popolazione di 872.000 persone contava 655.000 battezzati, corrispondenti al 75,1% del totale.
| anno | popolazione | popolazione | popolazione | presbiteri | presbiteri | presbiteri | presbiteri                | diaconi | religiosi | religiosi | parrocchie |
| anno | battezzati  | totale      | %           | numero     | secolari   | regolari   | battezzati per presbitero | diaconi | uomini    | donne     | parrocchie |
| ---- | ----------- | ----------- | ----------- | ---------- | ---------- | ---------- | ------------------------- | ------- | --------- | --------- | ---------- |
| 1950 | 870.000     | 915.000     | 95,1        | 810        | 740        | 70         | 1.074                     |         | 75        | 1.250     | 717        |
| 1969 | 1.000.000   | 1.113.977   | 89,8        | 655        | 575        | 80         | 1.526                     |         | 105       | 1.310     | 297        |
| 1980 | 700.000     | 784.199     | 89,3        | 406        | 304        | 102        | 1.724                     |         | 138       | 738       | 637        |
| 1990 | 696.000     | 808.000     | 86,1        | 311        | 231        | 80         | 2.237                     | 2       | 115       | 557       | 637        |
| 1999 | 680.000     | 827.360     | 82,2        | 246        | 174        | 72         | 2.764                     | 14      | 97        | 288       | 637        |
| 2000 | 680.000     | 839.949     | 81,0        | 230        | 167        | 63         | 2.956                     | 15      | 87        | 326       | 439        |
| 2001 | 680.000     | 841.287     | 80,8        | 234        | 168        | 66         | 2.905                     | 16      | 87        | 313       | 116        |
| 2002 | 680.000     | 841.287     | 80,8        | 230        | 166        | 64         | 2.956                     | 21      | 84        | 296       | 89         |
| 2003 | 680.000     | 841.287     | 80,8        | 222        | 163        | 59         | 3.063                     | 20      | 74        | 279       | 63         |
| 2004 | 680.000     | 841.287     | 80,8        | 211        | 155        | 56         | 3.222                     | 20      | 72        | 269       | 63         |
| 2010 | 688.000     | 851.000     | 80,8        | 173        | 125        | 48         | 3.976                     | 21      | 69        | 198       | 56         |
| 2014 | 652.000     | 868.500     | 75,1        | 135        | 107        | 28         | 4.829                     | 19      | 58        | 160       | 53         |
| 2017 | 650.715     | 866.376     | 75,1        | 104        | 91         | 13         | 6.256                     | 20      | 39        | 124       | 53         |
| 2020 | 653.860     | 870.500     | 75,1        | 103        | 87         | 16         | 6.348                     | 23      | 35        | 134       | 52         |
| 2022 | 655.000     | 872.000     | 75,1        | 105        | 83         | 22         | 6.238                     | 24      | 35        | 136       | 52         |